# Kirsten Miller
Kirsten Miller (geboren 1973) ist eine US-amerikanische Schriftstellerin. Sie schrieb die Buchreihe Kiki Strike, die momentan aus zwei Bänden besteht.
Zusätzlich veröffentlichte sie gemeinsam mit Jason Segel ein Kinderbuch mit dem Titel Nightmares.

## Werke
- Kiki Strike. Die Schattenstadt, aus dem Englischen von Werner Löcher-Lawrence, Berlin, Bloomsbury, K-&-J-Taschenbuch 2006, ISBN  978-3-8270-5170-7
- Kiki Strike. Der Gläserne Sarg, übersetzt von Werner Löcher-Lawrence. Berlin, Berlin Verlag, 2009 ISBN  978-3-8270-5348-0
- Nightmares! – Die Schrecken der Nacht, übersetzt von Simone Wiemken, Hamburg, Dressler Verlag, 2014, ISBN 978-3-7915-1908-1 (mit  Jason Segel)